# Старе Ґроново
Старе Ґроново (пол. Stare Gronowo) — село в Польщі, у гміні Дебжно Члуховського повіту Поморського воєводства.
Населення — 691 особа (2011).
У 1975-1998 роках село належало до Слупського воєводства.

## Демографія
Демографічна структура станом на 31 березня 2011 року:
|          | Загалом | Допрацездатний вік | Працездатний вік | Постпрацездатний вік |
| -------- | ------- | ------------------ | ---------------- | -------------------- |
| Чоловіки | 333     | 81                 | 220              | 32                   |
| Жінки    | 358     | 92                 | 208              | 58                   |
| Разом    | 691     | 173                | 428              | 90                   |